# Joy as an Act of Resistance
Joy as an Act of Resistance é o segundo álbum de estúdio da banda de rock britânica Idles, lançado em 31 de agosto de 2018 pela Partisan Records. O álbum alcançou a 5ª colocação no UK Albums Chart em 7 de setembro de 2018. 

## Produção e composição
A banda iniciou o processo de gravação do álbum em 2017. Talbot na ocasião declarou que "este álbum é uma tentativa de ser vulnerável ao nosso público e encorajar a vulnerabilidade; um sorriso corajoso e nu neste novo mundo de merda."
De acordo com Talbot, "Muitas músicas foram descartadas porque havia uma pressão que estávamos carregando mas não falamos sobre isso. Estávamos tentando sustentar o sucesso de 'Brutalism', basicamente refazê-lo. Então, meio que descartamos todas as músicas e compomos sobre por que não estávamos gostando de escrevê-las."
O álbum foi produzido por Space e mixado por Adam Greenspan e Nick Launay. A arte da capa do álbum apresenta uma fotografia de uma briga em um casamento em 1968 que Talbot viu no Instagram. A frase do título é semelhante ao título do poema de 2008, "Joy is an Act of Resistance" (parte de uma série de poemas chamada "The Telly Cycle") do poeta Toi Derricotte, vencedor do Prêmio Pushcart, cujo trabalho como uma mulher negra explora raça e identidade.

## Letras
As letras do álbum lidam com masculinidade tóxica, amor, amor próprio, imigração, Brexit e classes sociais. "June" trata da morte no parto da filha de Talbot, Agatha. O álbum também inclui uma versão cover do hit de Solomon Burke "Cry To Me".
Bob Boilen, escrevendo para a NPR, sentou-se com o cantor Joe Talbot para uma análise faixa por faixa do álbum, onde Talbot descreveu por que escolheu escrever sobre seu passado conturbado, a inseparabilidade do retrato humano e a música política, o amor, a morte de sua filha natimorta e o que significa chamar a si mesmo de pai, masculinidade tóxica, Brexit, seu ódio ao jornalismo tablóide e muito mais. Boilen afirmou que "as histórias em "Joy as an Act of Resistance" são tiradas da vida real: um olhar humano sobre a imigração através do amigo do cantor Joe Talbot, Danny Nedelko; a importância do direito dos pais enlutados de se chamarem de mães e pais; os 'cantos sombrios' do passado de Joe Talbot o tempo todo apontando as falhas humanas e professando amor com uma profunda urgência". Completou que "'Joy as an Act of Resistance' é uma tentativa ponderada de amar a si mesmo, ao mesmo tempo em que entende a importância da comunidade e da confiança". 

## Lançamento e performance comercial
Quatro das faixas do álbum foram disponibilizadas para download antes de seu lançamento: "Colossus", "Danny Nedelko" (em homenagem ao amigo de Talbot de mesmo nome e cantor da banda Heavy Lungs), "Samaritans" e "Great".
Para promover o álbum, a banda anunciou uma turnê mundial no Japão, América do Norte e Europa. Um dia antes do lançamento do álbum, uma exposição de arte em Londres foi aberta, exibindo e vendendo obras de arte inspiradas no álbum, com a renda sendo revertida para a caridade dos samaritanos. Uma entrevista com Talbot foi ao ar no ITV News at Ten, discutindo o álbum. 
Em 20 de dezembro de 2019, mais de 1 ano após seu lançamento, "Joy as an Act of Resistance" ganhou o Disco de Prata pelo BPI por vender 60.000 cópias no Reino Unido.

## Recepção da crítica
"Joy as an Act of Resistance" foi recebido com aclamação generalizada da crítica. Jordan Bassett, analisando o álbum para a NME, concedeu ao álbum cinco estrelas, chamando-o de "um clássico instantâneo". Dave Simpson, para o The Guardian, deu quatro estrelas, descrevendo-a como "11 músicas de raiva catártica e focada, enraizada em suas próprias experiências", e chamando os Idles de "a banda mais necessária da Grã-Bretanha". Mark Beaumont, do The Independent, também deu quatro estrelas. Dom Gourlay, para a revista eletrônica Drowned in Sound, chamou-o de "um dos lançamentos mais ansiosamente esperados de 2018", concedendo-lhe uma pontuação de 9 em 10, e continuando dizendo que é "tudo o que alguém poderia querer ou esperar que fosse: Idles lançou o álbum mais relevante e às vezes doloroso do ano." A revista Classic Rock deu a mesma pontuação, chamando-o de "uma exploração comovente mas jubilosa de alegria, honestidade, fragilidade e expressão como nosso mais poderoso meio de resistência humana".
Ged Babey, escrevendo para o site Louder Than War, chamou-o de "Um dos álbuns mais inspiradores que ouvi há muito, muito tempo. Punk Rock reinventado e não usando uma máscara de masculinidade ou jugo de tradição, mas um sorriso perverso e seu coração partido exposto, mas ainda batendo em seu peito. Punk rock que em vez de gritar por anarquia e dizer 'eu não me importo' está gritando UNIDADE! e AMOR É TUDO." Jake Kennedy, para a Record Collector, deu quatro estrelas, chamando-o "um álbum que consegue combinar tristeza, auto-aversão e uma percepção de que a vida é melhor tocada honestamente, com um som brutal e afinado: algo como chapas de metal dobradas sendo marteladas em linha reta." Ava Muir da revista Exclaim! aplaudiu o álbum, dizendo: "IDLES transforma trauma e raiva em lições afirmativas sobre 'Joy As an Act of Resistance', criando uma obra-prima catártica que usa seu coração - partido, mas ainda batendo - como uma carta na manga." Ryan Drever, para a revista The Skinny, deu três estrelas, afirmando que "muitas dessas músicas causam sérios problemas", considerando as faixas muito semelhantes. Paul Carr, do PopMatters, deu 09/10, comentando sobre o que ele viu como "uma profunda sensação de alegria no álbum".
Na crítica para AllMusic, Liam Martin concluiu que "No geral, 'Joy as an Act of Resistance' consegue sondar novas profundezas para os Idles - que eles alcançaram outro recorde em um espaço de tempo tão curto é admirável, muito menos um que brilha na cabeça e ombros sobre a maioria de seus pares - e certamente mantém seu status como um dos novos artistas mais empolgantes do Reino Unido."

## Faixas
| N.º            | Título                          | Duração |  |
| 1.             | "Colossus"                      | 5:39    |  |
| 2.             | "Never Fight a Man with a Perm" | 3:48    |  |
| 3.             | "I'm Scum"                      | 3:09    |  |
| 4.             | "Danny Nedelko"                 | 3:24    |  |
| 5.             | "Love Song"                     | 3:05    |  |
| 6.             | "June"                          | 3:35    |  |
| 7.             | "Samaritans"                    | 3:30    |  |
| 8.             | "Television"                    | 3:12    |  |
| 9.             | "Great"                         | 2:44    |  |
| 10.            | "Gram Rock"                     | 2:29    |  |
| 11.            | "Cry to Me"                     | 2:14    |  |
| 12.            | "Rottweiler"                    | 5:25    |  |
| Duração total: | Duração total:                  | 42:14   |  |

## Ficha técnica
IDLES
- Joe Talbot – vocal principal
- Mark Bowen – guitarra
- Lee Kiernan – guitarra
- Adam Devonshire – baixo
- Jon Beavis – bateria

Production
- Space – produtor
- Nick Launay – mixagem
- Adam 'Atom' Greenspan – mixagem